# 圣伯多禄获释
《圣伯多禄获释》是意大利文艺复兴大师拉斐尔的一幅湿壁画，绘于1514年。拉斐尔受命用湿壁画装饰梵蒂冈宗座宫的一些房间，现在称为“拉斐尔房间”。这幅画位于其中的赫略多洛室（Stanza di Eliodoro ），该室以拉斐尔的另一幅湿壁画《将赫略多洛赶出圣殿》而得名。这幅画表现的是使徒行传第 12 章中天使将圣伯多禄从希律王的监狱中解救出来的事迹。

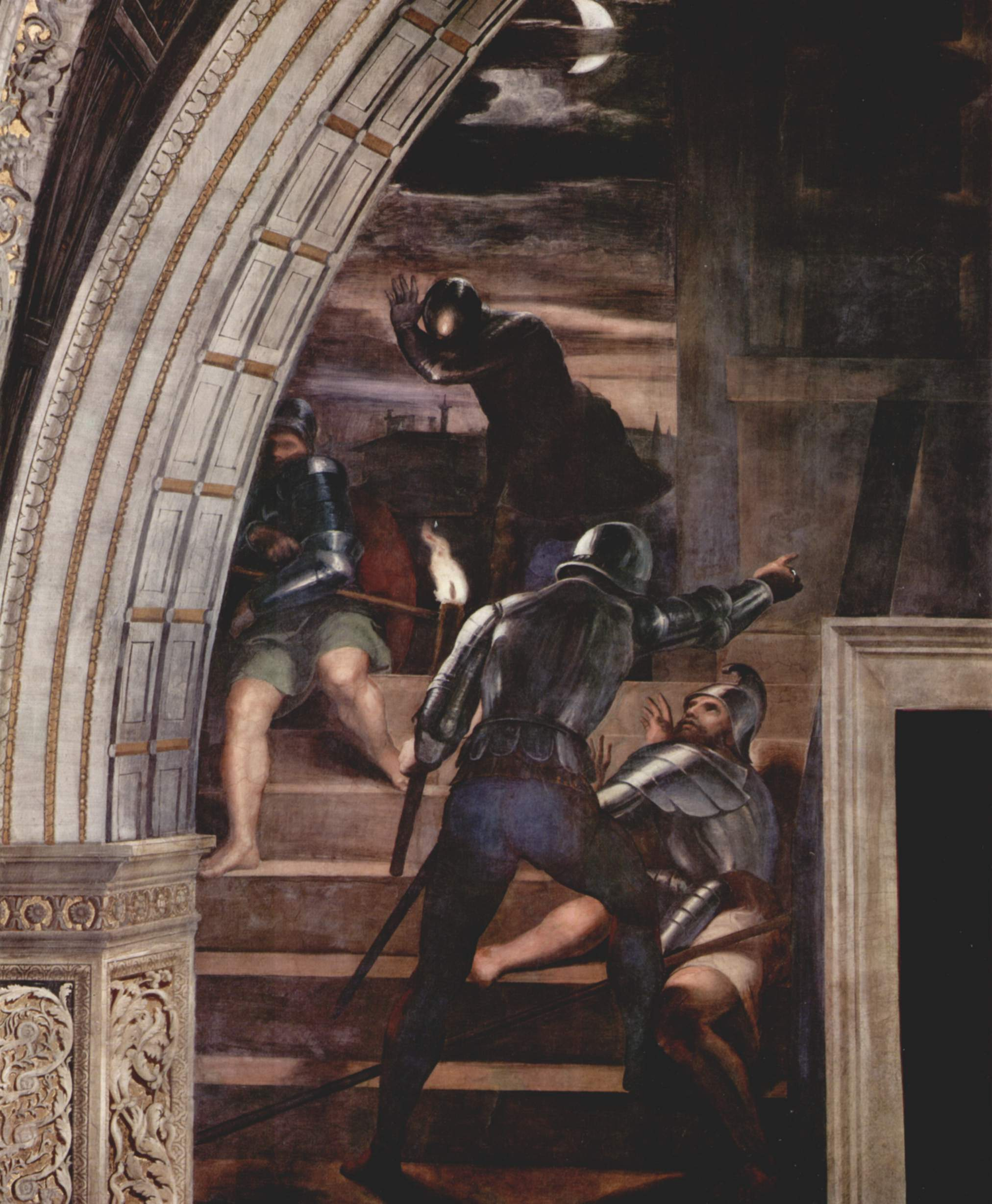
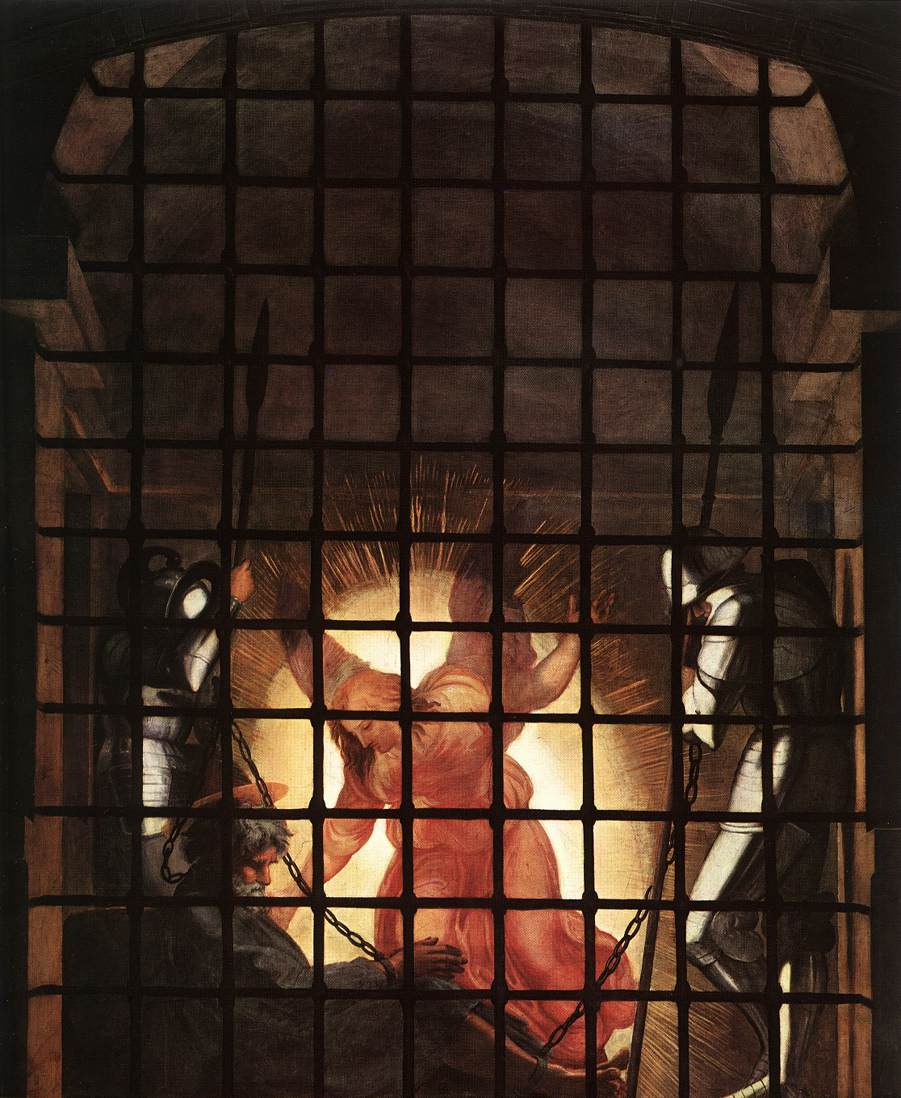
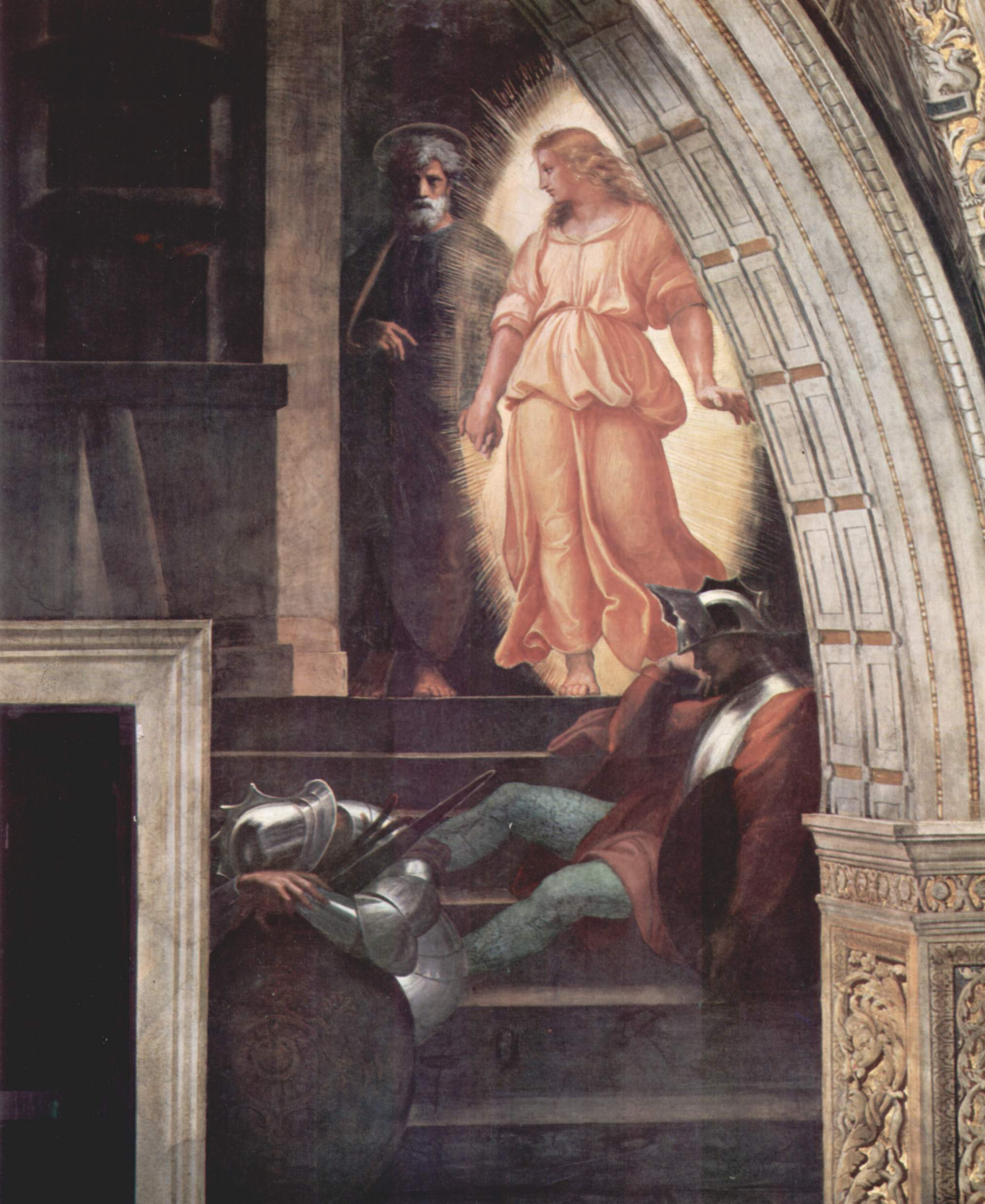